# 冨田憲子
冨田 憲子（とみた のりこ、1977年5月3日 - ）はフジテレビの記者、元ニッポン放送、フジテレビのアナウンサー。現姓非公表。

## 来歴
神奈川県横須賀市出身。憲法記念日に生まれたことから「憲子」と名付けられた。1993年3月、横須賀市立久里浜中学校、1996年3月、神奈川県立横須賀高等学校、2001年3月、横浜国立大学教育学部小学校理科課程卒業。
ある時、父親の知人の息子さんがCSのアナウンサーとして活躍しているその姿を見て楽しそうだったので、アナウンサーを志し、日本テレビアナウンスカレッジに通学していた。
2001年4月、ニッポン放送に入社。高校の先輩は同局の元アナウンサーである高嶋ひでたけ、大学の後輩は同じく同局アナウンサーとして、2004年に入社した飯田浩司である。同年5月16日放送分の『ニッポン全国ヨッ!お疲れさん』にて初鳴き。同年10月から『山田邦子 ワンダフルモーニング』の「クイズ各駅停車」のリポーターとしてデビュー。また、番組の企画として、2001年7月に小型船舶操縦士 4級を取得している。
2002年1月、アナウンス部の先輩であった小口絵理子が担当していた『高嶋ひでたけのお早よう!中年探偵団』を体調不良により降板した事で、高校の先輩である高嶋と番組共演を果たし、番組終了以後、開始した夕方のワイド番組でも、高嶋と共演した。また『中探』担当時にニッポン放送の経営権問題が発生し、当時：ライブドアの社長であった堀江貴文に対して、ブログのエントリーにて「（経営に関与しようとする経営陣が）ラジオに対する愛情を持っていない事がとても残念」であると批判を展開していた。
その後、ニッポン放送の組織体制変更に伴い、2006年4月にフジテレビに転籍。転籍以後も転籍前の番組に出演し続け、プライベートでは、2007年10月10日に学生時代から10年来交際していた一般男性と入籍し、同年12月3日ハワイで挙式を上げていたが、転籍以後、周囲の人間に余り公言していなかったので、古巣であるニッポン放送とのダブルネーム番組である、『メダマ!?ラジオ』2008年1月10日放送分にて正式に発表した。
2009年4月、妊娠5か月であることを発表。同年7月4日より、産休。同年8月25日に、午前4時06分、2,720gの男児を出産。2010年4月19日に産休から復帰。その後、2児の母になる。
2012年7月人事にて、報道局に異動。2015年7月人事にて、報道局企画取材部総務省担当記者に異動。

## 出演番組

### ニッポン放送時代

#### ラジオ
- 笑福亭鶴光のサウンドコレクション
- 高嶋ひでたけのお早よう!中年探偵団（アシスタント）- 2001年10月 - 2003年10月
- 笑顔満開!ひでたけ・のりこの大吉ラジオ（アシスタント、パーソナリティは高嶋ひでたけ）
- 竹村健一のずばりジャーナル（6代目アシスタント、パーソナリティは竹村健一）
- ガイタメ・ドットコムプレゼンツ 川口一晃のマネー塾（メインパーソナリティは川口一晃）
- オールナイトニッポンレコード
- 山田邦子ワンダフルモーニング※「クイズ各駅停車」リポーター- 2001年10月 - 2002年3月
- さくらパパ良郎のゴルフ大好き（アシスタント） - 2005年10月9日 - 2006年3月26日
- 三宅裕司のザ・ベスト30"スゲェ!"（アシスタント）
- 三宅裕司 みんなのヒット!ベスト20+10（アシスタント）、2006年10月1日まで
- 全員集合!春の番組祭りフジテレビVSニッポン放送 局アナリクエスト合戦　- 2005年4月16日
- SUZUKIハッピーモーニング・冨田憲子のいってらっしゃい - 2003年1月1 - 3日※NRN系列への裏送り
- 一夜限りのナイターニュース - 上記の『いってらっしゃい』同様、裏送りで放送（2003年3月28日）。

#### インターネット動画配信
- 冨田憲子のブロードバンド!ニッポン（LFX mudigi）※火、水、木曜(スポットでの出演) - 2003年10月 - 2005年9月
- CORN HEADと憲子のブロードバンド!ニッポン（LFX mudigi） - 2005年10月 - 2006年9月28日

### フジテレビ時代

#### テレビ
- 幸せレシピ（ナレーター）- 2006年4月 - 9月
- ハピふる!（ファイヤー!バイヤー!!→いいものWAVE担当） - 2008年9月
- アナ☆ログ - 2007年10月21日 - 2008年7月6日
- 情報プレゼンター とくダネ!（リポーター）- 2006年4月 - 2012年6月
- FNNみんなのニュース（特集コーナーレポーター）※不定期
- FNN ユアタイム（特集コーナーレポーター）※不定期

#### ラジオ
- メダマ!?ラジオ（ニッポン放送）※フジテレビ側の木曜担当 - 2008年1月